# Ministère de la Culture (Syrie)
Pour les articles homonymes, voir Ministère de la Culture.
Le ministère de la Culture est un ministère syrien qui supervise la politique culturelle du pays.
Il est dirigé par Mohammed Yassin Saleh depuis le 29 mars 2025.

## Liste des ministres
- Najah al-Attar (1er décembre 1976 – 19 janvier 2000)
- Maha Qanout (19 janvier 2000 – 13 décembre 2001)
- Najwa Qassab Hassan (13 décembre 2001 – 10 septembre 2003)
- Mahmoud al-Sayyed (10 septembre 2003 – 21 février 2006)
- Riyad Naasan Agha (21 février 2006 – 3 octobre 2010)
- Riad Ismat (3 octobre 2010 – 23 juin 2012)
- Lubanah Mshaweh (23 juin 2012 - 27 août 2014)
- Issam Khalil (27 août 2014 - 27 juillet 2016)
- Muhammad al-Ahmad (27 juillet 2016 – 30 août 2020)
- Lubanah Mshaweh (30 août 2020 – 23 septembre 2024)
- Diala Barakat (23 septembre 2024 – 8 décembre 2024)
- Mohammed Yassin Saleh (29 mars 2025 – en cours)